# No Excuses (песня Меган Трейнор)
«No Excuses» — песня, записанная американской певицей и композитором Меган Трейнор, вышедшая 1 марта 2018 года на лейбле Epic. Песня была написана Меган Трейнор, Andrew Wells и Jacob Kasher Hindlin, продюсер Andrew Wells.

## История
Песня была написана в январе 2018 года за 7 часов. Меган Трейнор сообщила название песни на шоу The Tonight Show Starring Jimmy Fallon. 28 февраля 2018 года Трейнор Трейнер назвала песню в своем письме, опубликованном на её сайте, и в социальных сетях, а затем обнародовал обложку сингла на следующий день. Песня написана в тональности Си мажор с темпом в 115 ударов в минуту. Аккорды в песне чередуются между F7 и B, а вокал — от F3 до B4.
Песня получила положительные отзывы музыкальных критиков интернет-изданий. Шон Китченер из газеты Daily Express написал, что «No Excuses» возвращает Трейнор к «бодрым поп-корням» её первого студийного альбома Title (2015). Шакиэль Маджури из Entertainment Tonight Canada отметил, что эта песня стремится к сексизму, и добавил, что фанковая и ретро-основа песни демонстрирует характерную для певицы марку остроумия. Сэм Прансиз MTV News описал эту песню как «потрясающую» и «невероятную» и назвал её «топающим гимном сильной девушки» с блестящим и запоминающимся припевом. Отметили песню Bustle, Jezebel, A Plus.

## Музыкальное видео
Музыкальное видео снял режиссёр Colin Tilley, премьера прошла в тот же день, что и релиз самой песни, о чём ранее сообщила Трейнор в Инстаграме.
Официальное хореографическое видео для песни «No Excuses» было записано 5 марта 2018 года совместно с фитнес-командой Zumba. Режиссёр — Tim Milgram. В результате Трейнор стала первым известным исполнителем, записавшим официальное хореографическое видео вместе с Zumba. Среди участников съёмки клипа с хореографией ведущие международные презенторы Zumba Лоретта Бейтс (Loretta Bates) и Джина Грант (Gina Grant). Меган Трейнор также лично участвовала в съёмках, заявив, что это была первая в её жизни настоящая тренировка Zumba.